# Мортру
Мортру́ (фр. Mortroux, окс. Mortròu) — коммуна во Франции, находится в регионе Лимузен. Департамент коммуны — Крёз. Входит в состав кантона Бонна. Округ коммуны — Гере.
Код INSEE коммуны — 23136.

## Население
Население коммуны на 2010 год составляло 304 человека.
| 1962 | 1968 | 1975 | 1982 | 1990 | 1999 | 2010 |
| ---- | ---- | ---- | ---- | ---- | ---- | ---- |
| 511  | 484  | 420  | 384  | 331  | 318  | 304  |

## Экономика
В 2010 году среди 172 человек трудоспособного возраста (15—64 лет) 121 были экономически активными, 51 — неактивными (показатель активности — 70,3 %, в 1999 году было 65,3 %). Из 121 активных жителей работали 102 человека (53 мужчины и 49 женщин), безработных было 19 (7 мужчин и 12 женщин). Среди 51 неактивных 10 человек были учениками или студентами, 27 — пенсионерами, 14 были неактивными по другим причинам.